# Heino Veskila
Heino Veskila, né le 14 décembre 1918, à Tartu, en République socialiste soviétique d'Estonie et décédé en juillet 1941, à Tartu, en République socialiste soviétique d'Estonie, est un ancien joueur estonien de basket-ball.

## Palmarès
- Meilleur marqueur du championnat d'Europe 1939